# Докудовский, Василий Абрамович
Василий Абрамович Докудовский (1798—1874) — генерал-лейтенант в отставке; мемуарист, автор «Воспоминаний» и «Дневника». Георгиевский кавалер

## Биография
Родился в 1798 году в семье капитана Абрама Докудовского. Учился в Зарайском и Рязанском уездных училищах, затем три года обучался в четырёхлетней в ту пору Рязанской гимназии и, с наступлением войны, был записан в 1813 году в Дворянский полк, где в следующим году стал фельдфебелем. В мае 1815 года его произвели в офицеры и назначили в резервный батальон 27-го егерского полка, но почти сразу он был перенаправлен в 13-й егерский полк, с которым он и побывал за границей, совершив «бескровную кампанию и утомительный поход». К 1819 году был уже в чине поручика и в течение года был старшим дивизионным адъютантом; в ноябре 1820 года получил в командование 2-ю егерскую роту; в августе 1822 года назначен корпусным адъютантом — 3-го пехотного корпуса. С 1825 года — штабс-капитан, с 1827 — капитан.
Участвовал в русско-турецкой войне и отличился при взятии Силистрии, за что получил чин подполковника; был дежурным штаб-офицером 3-го пехотного корпуса. Во время усмирения Польши в 1831 году находился при взятии Замостья.
В 1832 году был произведён в полковники и назначен «для особых поручений» к князю Горчакову (собственно для занятий в его канцелярии). В 1840—1855 годах исправлял обязанности члена полевого аудиториата действующей армии; с 1846 года — генерал-майор. В мае 1855 года вышел в отставку, но в 1859 году вернулся на службу: состоял «инспектором по военной части и набору рекрут в Царстве Польском». В 1863 году зачислен в запасные войска, а с февраля 1864 года состоял, с оставлением по армейской пехоте, при штабе войск в Царстве Польском, где ему было пожаловано майоратное имение. Уже в мае 1864 года был уволен в отставку, с производством в генерал-лейтенанты.
Умер в Варшаве 24 августа (5 сентября) 1874 года.

## Мемуары
«Воспоминания генерал-майора Василия Абрамовича Докудовского» (Рязань: Рязанская учёная архивная комиссия, 1898. — [2], 279 с.), напечатанные в «Трудах» Рязанской губернской учёной архивной комиссии в 1897—1998 гг., были начаты им в 1836 году и до 1870 года были ведены «по памяти»; с этого же времени содержанием для них служил «Дневник», который он вёл вплоть до 1873 года, также изданный в «Трудах» Рязанской архивной комиссии. 
«Воспоминания» написаны живым и местами едким языком и содержат много любопытных подробностей: об аресте декабристов — А. Муравьёва, Повало-Швыйковского и Тизенгаузена, о бунте стоявшего в Житомире Черниговского полка, поднятого С. Муравьевым-Апостолом, о бедствиях наших войск в войну 1828—1829 гг., о безалаберном поведении польских повстанцев в 1830—31 гг., об обычной суровости императора Николая I во время смотров, о покушении на него в Познани в 1843 году, сравнительно мало известном, об интригах, царивших среди главных приверженцев и прислужников фельдмаршала князя Паскевича, о злоупотреблениях во время Крымской кампании, о смерти и погребении императора Николая І, о польском движении 1861—62 гг. и пр. В «Воспоминаниях» Докудовского интересны ещё меткость характеристик, проницательность автора, его честность и самостоятельность, чуждая каких бы то ни было искательств. В «Дневнике» Докудовского чрезвычайно много сведений о положении дел в Польше вообще и в Варшаве в частности, об отношении к «польскому вопросу» разных органов периодической прессы и представителей высшей администрации и проч.
Кроме «Воспоминаний» и «Дневника» в библиотеке Рязанской архивной комиссии оставались другие рукописи Докудовского (например, «Воспоминание о плене у поляков в 1831 г.», «Командировка из Варшавы в Замосць в 1819 г.» и др.), которые предполагалось напечатать впоследствии.